# La Chapelle-Bouëxic
La Chapelle-Bouëxic är en kommun i departementet Ille-et-Vilaine i regionen Bretagne i nordvästra Frankrike. Kommunen ligger i kantonen Maure-de-Bretagne som tillhör arrondissementet Redon. År 2022 hade La Chapelle-Bouëxic 1 527 invånare.

## Befolkningsutveckling
Antalet invånare i kommunen La Chapelle-Bouëxic
Referens:INSEE